# Eliminatoria al Campeonato Sub-20 de la Concacaf de 2011
La Eliminatoria al Campeonato Sub-20 de la Concacaf de 2011 fue la ronda clasificatoria a la fase final del torneo que se realizaría en Guatemala. En la eliminatoria se darían a conocer los 5 equipos del Caribe y los tres de Centroamérica que jugarían en la ronda final de la eliminatoria rumbo a la Copa Mundial de Fútbol Sub-20 de 2011 a celebrarse en Colombia.

## Zona Caribeña

### Ronda preliminar
| Equipo 1              | Agr. | Equipo 2                       | Ida | Vuelta |
| --------------------- | ---- | ------------------------------ | --- | ------ |
| Islas Turcas y Caicos | 0-3  | Islas Vírgenes Estadounidenses | 0-0 | 0-3    |

### Fase de grupos

#### Grupo A
Los partidos se jugaron en las Antillas Neerlandesas.
| País                      | J | G | E | P | GF | GC | GD  | Pts |
| ------------------------- | - | - | - | - | -- | -- | --- | --- |
| Cuba                      | 3 | 3 | 0 | 0 | 32 | 0  | +32 | 9   |
| Antillas Neerlandesas     | 3 | 1 | 1 | 1 | 21 | 3  | +18 | 4   |
| San Cristóbal y Nieves    | 3 | 1 | 1 | 1 | 20 | 2  | +18 | 4   |
| Islas Vírgenes Británicas | 3 | 0 | 0 | 3 | 0  | 68 | −68 | 0   |

| 7 de noviembre de 2010 | Cuba       | 1–0 | San Cristóbal y Nieves | Kralendijk Stadion, Kralendijk, Antillas Neerlandesas |                              |
|                        | Lahera 70' |     |                        | Asistencia: 250 espectadores                          | Asistencia: 250 espectadores |

| 7 de noviembre de 2010 | Antillas Neerlandesas | 20–0 | Islas Vírgenes Británicas | Kralendijk Stadion, Kralendijk, Antillas Neerlandesas |                              |
|                        | Trenidad 1' 29' 33' 39' 71' · Roosje 16' 26' 75' 81' · Santiroma 17' 22' 50' 55' 79' · Calvenhoven 34' · Frans 58' 61' 86' · Martha 60' 69' |      |                           | Asistencia: 250 espectadores                          | Asistencia: 250 espectadores |

| 9 de noviembre de 2010 | Islas Vírgenes Británicas | 0–29 | Cuba | Kralendijk Stadion, Kralendijk, Antillas Neerlandesas |                              |
|                        |                           |      | Beltran 2' 11' 32' 35' 76' 84' 89' 90' · Lizama 4' 7' 13' · Diaz 5' 17' 80' · Norford 10' (a.g.) · Jefferson 16' (a.g.) · Chang 19' 26' 28' 42' · Martínez 29' 31' · Macias 37' 63' · Peña 58' 82' · Corrales 75' · Brockbank 86' (a.g.) · Cantero 88' | Asistencia: 150 espectadores                          | Asistencia: 150 espectadores |

| 9 de noviembre de 2010 | Antillas Neerlandesas | 1–1 | San Cristóbal y Nieves | Kralendijk Stadion, Kralendijk, Antillas Neerlandesas |  |
|                        | Martha 81'            |     | Henry 7'               |                                                       |  |

| 11 de noviembre de 2010 | San Cristóbal y Nieves | 19–0 | Islas Vírgenes Británicas | Kralendijk Stadion, Kralendijk, Antillas Neerlandesas |                              |
|                         | Adams 7' 46' · Blanchette 11' 12' 51' · Elliott 14' (pen.) 21' 28' 40' 75' 80' · Liburd 22' 44' · Harris 48' · Henry 62' 72' 90' · Pringle 69' 81' |      |                           | Asistencia: 150 espectadores                          | Asistencia: 150 espectadores |

| 11 de noviembre de 2010 | Cuba          | 2-0 | Antillas Neerlandesas | Kralendijk Stadion, Kralendijk, Antillas Neerlandesas |                              |
|                         | Lahera 3' 54' |     |                       | Asistencia: 150 espectadores                          | Asistencia: 150 espectadores |

#### Grupo B
Los partidos se jugaron en Guadalupe.
| País              | J                  | G                  | E                  | P                  | GF                 | GC                 | GD                 | Pts                |
| ----------------- | ------------------ | ------------------ | ------------------ | ------------------ | ------------------ | ------------------ | ------------------ | ------------------ |
| Guadalupe         | 2                  | 1                  | 1                  | 0                  | 5                  | 1                  | +4                 | 4                  |
| Bermudas          | 2                  | 1                  | 1                  | 0                  | 3                  | 1                  | +2                 | 4                  |
| Antigua y Barbuda | 2                  | 0                  | 0                  | 2                  | 0                  | 6                  | −6                 | 0                  |
| Haití             | Abandonó el Torneo | Abandonó el Torneo | Abandonó el Torneo | Abandonó el Torneo | Abandonó el Torneo | Abandonó el Torneo | Abandonó el Torneo | Abandonó el Torneo |

| 20 de octubre de 2010 | Guadalupe  | 1–1 | Bermudas     | Stade René Serge Nabajoth, Les Abymes, Guadalupe |                          |
|                       | Pascal 21' |     | Leverock 29' | Árbitro(s): Kevin Thomas                         | Árbitro(s): Kevin Thomas |

| 22 de octubre de 2010 | Bermudas               | 2–0 | Antigua y Barbuda | Stade René Serge Nabajoth, Les Abymes, Guadalupe          |                                                           |
|                       | Lambe 67' · Tucker 82' |     |                   | Asistencia: 95 espectadores Árbitro(s): Caswell Cambridge | Asistencia: 95 espectadores Árbitro(s): Caswell Cambridge |

| 24 de octubre de 2010 | Antigua y Barbuda | 0-4 | Guadalupe                                 | Stade René Serge Nabajoth, Les Abymes, Guadalupe |                              |
|                       |                   |     | Grava 38' 64' · Roche 53' · Rambojean 73' | Asistencia: 360 espectadores                     | Asistencia: 360 espectadores |

#### Grupo C
Los partidos se jugaron en Guyana.
| País                                 | J | G | E | P | GF | GC | GD  | Pts |
| ------------------------------------ | - | - | - | - | -- | -- | --- | --- |
| Jamaica                              | 3 | 3 | 0 | 0 | 21 | 1  | +20 | 9   |
| Guyana                               | 3 | 2 | 0 | 1 | 8  | 3  | +5  | 6   |
| Granada                              | 3 | 1 | 0 | 2 | 8  | 9  | −1  | 3   |
| Islas Vírgenes de los Estados Unidos | 3 | 0 | 0 | 3 | 1  | 25 | −24 | 0   |

| 6 de octubre de 2010 | Jamaica                                       | 6–1     | Granada    | Providence Stadium, Providence, Guyana               |                                                      |
|                      | Foster 1' 40' 75' · Brett 45' 77' · Ottey 61' | Reporte | Samuel 32' | Asistencia: 275 espectadores Árbitro(s): Neal Brizan | Asistencia: 275 espectadores Árbitro(s): Neal Brizan |

| 6 de octubre de 2010 | Guyana                                                                   | 5–1     | Islas Vírgenes de los Estados Unidos | Providence Stadium, Providence, Guyana                     |                                                            |
|                      | Nelson 14' (pen.) · McKinnon 24' · Alleyne 52' · Holder 84' · Beaton 90' | Reporte | Taylor 35' (pen.)                    | Asistencia: 275 espectadores Árbitro(s): Enrico Wijngaarde | Asistencia: 275 espectadores Árbitro(s): Enrico Wijngaarde |

| 8 de octubre de 2010 | Islas Vírgenes Estadounidenses | 0–13    | Jamaica | Providence Stadium, Providence, Guyana              |                                                     |
|                      |                                | Reporte | Foster 5' 65' 83' · Brett 8' · Ottey 19' 30' · Wilson 35' 90+1' · Williams 63' 64' 78' · Farquharson 77' · Roye 88' | Asistencia: 485 espectadores Árbitro(s): Mark Young | Asistencia: 485 espectadores Árbitro(s): Mark Young |

| 8 de octubre de 2010 | Guyana                                      | 3–0     | Granada | Providence Stadium, Providence, Guyana                  |                                                         |
|                      | Holder 26' · Joseph 40' · Nelson 74' (pen.) | Reporte |         | Asistencia: 2000 espectadores Árbitro(s): Trevor Taylor | Asistencia: 2000 espectadores Árbitro(s): Trevor Taylor |

| 10 de octubre de 2010 | Granada                                               | 7–0     | Islas Vírgenes de los Estados Unidos | Providence Stadium, Providence, Guyana                  |                                                         |
|                       | Phillip 26' 38' 83' 90' · Ganness 48' 59' · Jones 68' | Reporte |                                      | Asistencia: 2000 espectadores Árbitro(s): Trevor Taylor | Asistencia: 2000 espectadores Árbitro(s): Trevor Taylor |

| 10 de octubre de 2010 | Jamaica        | 2-0     | Guyana | Providence Stadium, Providence, Guyana                      |                                                             |
|                       | Foster 18' 26' | Reporte |        | Asistencia: 2000 espectadores Árbitro(s): Enrico Wijngaarde | Asistencia: 2000 espectadores Árbitro(s): Enrico Wijngaarde |

#### Grupo D
No hubo acuerdo en la sede del grupo, por lo que se decidió que los cuatro integrantes del grupo jugarían llaves de eliminación directa a visita recíproca, y el ganador de la llave clasifica a la fase final de la eliminatoria.

##### Primera ronda
| Equipo 1                     | Agr. | Equipo 2          | Ida | Vuelta |
| ---------------------------- | ---- | ----------------- | --- | ------ |
| Surinam                      | 7-2  | Aruba             | 3-1 | 4-1    |
| San Vicente y las Granadinas | 1-12 | Trinidad y Tobago | 0-8 | 1-4    |

##### Final
| Equipo 1 | Agr. | Equipo 2          | Ida | Vuelta |
| -------- | ---- | ----------------- | --- | ------ |
| Surinam  | 2-4  | Trinidad y Tobago | 1-2 | 1-2    |

### Segunda ronda clasificatoria
Los segundos lugares de cada grupo se enfrentaron en una cuadrangular final disputada en Surinam para determinar al quinto clasificado a la fase final de la eliminatoria.
| País                  | J | G | E | P | GF | GC | GD | Pts |
| --------------------- | - | - | - | - | -- | -- | -- | --- |
| Surinam               | 3 | 3 | 0 | 0 | 6  | 3  | +3 | 9   |
| Bermudas              | 3 | 1 | 0 | 2 | 5  | 4  | +1 | 3   |
| Antillas Neerlandesas | 3 | 1 | 0 | 2 | 4  | 5  | −1 | 3   |
| Guyana                | 3 | 1 | 0 | 2 | 3  | 6  | −3 | 3   |

| 19 de enero de 2011 | Bermudas                              | 3–0 | Guyana | André Kamperveen Stadion, Paramaribo, Surinam |  |
|                     | Leverock 9' · Albouy 64' · Tucker 69' |     |        |                                               |  |

| 19 de enero de 2011 | Surinam         | 2–1 | Antillas Neerlandesas | André Kamperveen Stadion, Paramaribo, Surinam |  |
|                     | Rijssel 54' 61' |     | Monte 68'             |                                               |  |

| 21 de enero de 2011 | Antillas Neerlandesas           | 2–1 | Bermudas   | André Kamperveen Stadion, Paramaribo, Surinam |  |
|                     | Anastatia 31' · Ryadh Monte 90' |     | Tucker 54' |                                               |  |

| 21 de enero de 2011 | Surinam                       | 2–1 | Guyana     | André Kamperveen Stadion, Paramaribo, Surinam |  |
|                     | Rijssel 45' (pen.) · Plet 74' |     | Holder 31' |                                               |  |

| 23 de enero de 2011 | Guyana                | 2–1 | Antillas Neerlandesas | André Kamperveen Stadion, Paramaribo, Surinam |  |
|                     | Holder 70' · Bobb 81' |     | Hooi 64'              |                                               |  |

| 23 de enero de 2011 | Bermudas   | 1-2 | Surinam         | André Kamperveen Stadion, Paramaribo, Surinam |  |
|                     | Castle 10' |     | Rijssel 45' 60' |                                               |  |

## Zona Centroamericana

### Fase de grupos

#### Grupo A
Los partidos se jugaron en Panamá.
| País       | J | G | E | P | GF | GC | GD | PTS |
| ---------- | - | - | - | - | -- | -- | -- | --- |
| Panamá     | 2 | 2 | 0 | 0 | 2  | 0  | +2 | 6   |
| Costa Rica | 2 | 1 | 0 | 1 | 4  | 1  | +3 | 3   |
| Nicaragua  | 2 | 0 | 0 | 2 | 0  | 5  | -5 | 0   |

| 23 de noviembre de 2010 | Costa Rica                               | 4–0     | Nicaragua |  |  |
|                         | Campbell 4' 60' · Moya 59' · Ramírez 90' | Reporte |           |  |  |

| 25 de noviembre de 2010 | Panamá       | 1–0     | Costa Rica |  |  |
|                         | Waterman 54' | Reporte |            |  |  |

| 27 de noviembre de 2010 | Nicaragua | 0-1     | Panamá       |  |  |
|                         |           | Reporte | Waterman 33' |  |  |

#### Grupo B
Los partidos se jugaron en Honduras.
| País        | J | G | E | P | GF | GC | GD | PTS |
| ----------- | - | - | - | - | -- | -- | -- | --- |
| Honduras    | 2 | 2 | 0 | 0 | 7  | 0  | +7 | 6   |
| El Salvador | 2 | 1 | 0 | 1 | 6  | 5  | +1 | 3   |
| Belice      | 2 | 0 | 0 | 2 | 1  | 9  | -8 | 0   |

| 1 de diciembre de 2010 | El Salvador                                                  | 6–1     | Belice      | Estadio Nilmo Edwards, La Ceiba, Honduras |  |
|                        | Herrera 15' · Santamaria 25' 28' · Larin 30' 88' · Corea 89' | Reporte | Salazar 39' |                                           |  |

| 3 de diciembre de 2010 | Honduras                                        | 4–0     | El Salvador | Estadio Nilmo Edwards, La Ceiba, Honduras |  |
|                        | Zuniga 2' · Carias 36' · López 42' · Lozano 85' | Reporte |             |                                           |  |

| 5 de diciembre de 2010 | Belice | 0-3     | Honduras                                      | Estadio Nilmo Edwards, La Ceiba, Honduras |  |
|                        |        | Reporte | Martínez 43' · Lozano 53' (pen.) · Carias 82' |                                           |  |

### Playoff
| Equipo 1    | Agr. | Equipo 2   | Ida | Vuelta |
| ----------- | ---- | ---------- | --- | ------ |
| El Salvador | 2-1  | Costa Rica | 1-0 | 1-1    |

El Salvador convocó a Dustin Corea, quien ya había formado parte de Estados Unidos en el Campeonato Sub-17 de la Concacaf de 2009, y lo hicieron sin que el jugador fuese registrado ante la FIFA como jugador salvadoreño, por lo que el 4 de febrero de 2011 decidió quitarle los puntos a El Salvador por alinear a un jugador inelegible en el torneo.
A consecuencia de la decisión, se determinó que El Salvador perdiera todos los partidos que jugó con marcador de 0-3, por lo que Costa Rica clasificó a la fase final de la eliminatoria.

## Clasificados al Campeonato Sub-20 de la Concacaf
| - Costa Rica - Cuba - Guadalupe - Honduras | - Jamaica - Panamá - Surinam - Trinidad y Tobago |